# Luigi Facta

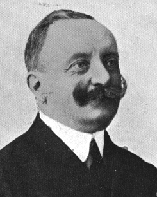
Luigi Facta

Luigi Facta (Pinerolo, 16 november 1861 – 5 november 1930) was een Italiaans politicus, journalist en de laatste eerste minister van Italië voordat Benito Mussolini aan de macht kwam.

## Levensloop
Facta werd geboren in de regio Piëmont. Hij studeerde rechten en werd later journalist. In 1892 stapte hij in de politiek toen hij voor Pinerolo verkozen werd in de Kamer van Afgevaardigden en dit 30 jaar lang. Facta, lid van de Liberale Partij, werd ondersecretaris van Justitie en Binnenlandse Zaken in de vele coalitieregeringen uit die periode. Van 1910 tot 1914 en van 1920 tot 1921 was hij minister van Financiën. Bij de uitbraak van de Eerste Wereldoorlog koos hij eerst voor neutraliteit, maar hij wilde later dat Italië tot de oorlog zou toetreden. Tijdens de oorlog sneuvelde zijn zoon en hij verklaarde trots te zijn dat zijn zoon zich voor zijn land had opgeofferd.
In februari 1922 werd hij benoemd tot eerste minister. In die periode was Italië politiek onstabiel en moest hij omgaan met de fascistische opstandigheid onder Benito Mussolini. Toen die besloot om een mars op Rome te houden, wilde Facta het leger inzetten om Mussolini te stoppen. Hiervoor moest er een krijgswet ingevoerd worden met een handtekening van de koning. Koning Victor Emmanuel III weigerde echter de wet te ondertekenen en diens reden om dit te doen is nooit bekend geraakt. Facta en zijn regering traden af omdat ze de beslissing van de koning niet goedkeurden. Vervolgens werd Mussolini eerste minister en dit betekende het begin van diens dictatuur. In 1924 werd hij door de koning tot senator benoemd.
In 1930 overleed hij. Het grootste deel van de bevolking was ervan overtuigd dat Facta te zwak en te trouw aan de koning was om Mussolini te stoppen en de groei van het fascisme tegen te houden.